# Gondrexange
Gondrexange település Franciaországban, Moselle megyében. Lakosainak száma 504 fő (2022. január 1.). Gondrexange Azoudange, Barchain, Diane-Capelle, Foulcrey, Hertzing, Ibigny, Landange, Languimberg, Réchicourt-le-Château és Saint-Georges községekkel határos.

## Népesség
A település népességének változása:
| Lakosok száma | 508  | 469  | 435  | 472  | 480  | 478  | 491  | 501  | 502  | 504  |
|               | 1968 | 1982 | 1990 | 2006 | 2013 | 2015 | 2017 | 2019 | 2020 | 2022 |